# FC St. Pauli
Fußball-Club St. Pauli von 1910 e.V., skrótowo nazywany FC St. Pauli – niemiecki klub sportowy z siedzibą w dzielnicy Hamburga – St. Pauli, założony 15 maja 1910. Jest klubem wielosekcyjnym: oprócz sekcji piłki nożnej mężczyzn (obecnie występuje w rozgrywkach Bundesligi), posiada również inne sekcje: baseballu, boksu (FC St. Pauli Boxen), kolarstwa, kręgli, piłki ręcznej, maratonu (organizator imprezy pt. "St.Pauli Bieg Przeciwko Prawicy" (St. Pauli Lauf Gegen Recht), będącą przeciwko odbywającemu się w tym samym czasie prawicowemu "Marszowi Przyszłości Niemiec"), roller derby (Harbour Girls Hamburg), rugby (najbardziej utytułowana), skittles, softballu, szachów (grających w sezonie 2024/2025 w szachowej pierwszej lidze niemieckiej i mający jako zawodnika Magnus Carlsen) i tenisa stołowego. Do 2013 roku istniała również sekcja futbolu amerykańskiego, jednak z powodu braku młodzieżowej, wymaganej do utrzymania męskiej drużyny, została rozwiązana. Klub od listopada 2018 roku ma 27 000 członków.
Męska drużyna piłkarska w sezonie 2002/2003 spadła do Regionalligi, która wówczas była 3. poziomem rozgrywek ligowych w Niemczech i do 2. Bundesligi awansowała dopiero w sezonie 2006/2007, a w sezonie 2009/2010 awansowała do Bundesligi, jednak w sezonie 2010/2011 zajęła ostatnie – 18. miejsce. Oznaczało to spadek do 2. Bundesligi, w której grał do sezonu 2023/2024, po którym powrócił do elity. Odwiecznymi rywalami klubu są: Hamburger SV (ich mecze nazywane są tzw. Hamburger Stadtderby lub po prostu Derby) oraz Hansa Rostock.
Chociaż nie odnieśli wielkich sukcesów sportowych, klub jest powszechnie rozpoznawany ze względu na swoją charakterystyczną kulturę społeczną i cieszy się dużą popularnością jako jeden z krajowych klubów „Kult”, który obecnie rozwinął się poza Niemcy. Zwolennicy FC St. Pauli są silnie utożsamiani z ich poparciem dla lewicowej polityki.

## Historia

### Wczesne lata

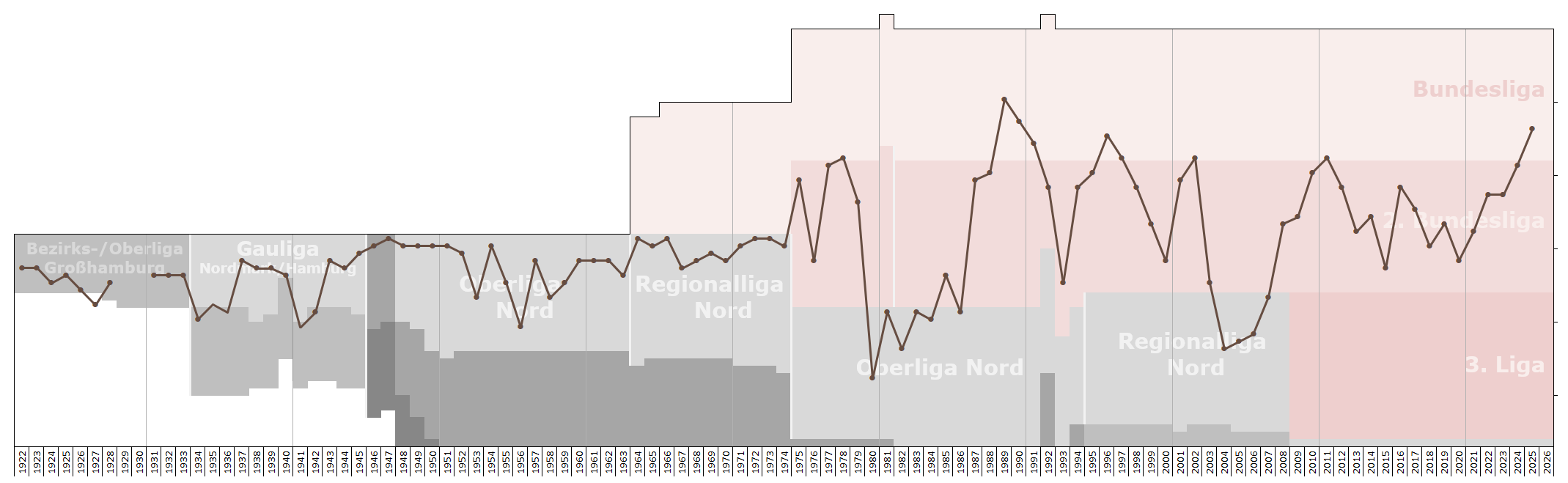
Miejsca FC St. Pauli w rozgrywkach po II wojnie światowej

Klub rozpoczął swoją działalność w 1899 roku jako nieformalna grupa entuzjastów piłki nożnej w ramach klubu Hamburg-St.Pauli Turn-Verein 1862, która swój pierwszy mecz rozegrała dopiero w 1907 roku z zawodnikami z lokalnego klubu pływackiego – Aegir. Oficjalnie drużyna piłkarska została założona 15 maja 1910 roku i od tego momentu występowała w rozgrywkach Kreisligi w okręgu Hamburg. W 1924 roku klub zaczął istnieć jako samodzielny klub sportowy. Klub nie wyróżniał się specjalnymi osiągnięciami w rozgrywkach ligowych, dopiero w sezonie 1934/1935 roku zadebiutowała w rozgrywkach Gauligi w okręgu Nordmark (Marchia Północna) – jednej z 16 dywizji na najwyższym poziomie utworzonych w ramach reorganizacji rozgrywek ligowych w III Rzeszy. Już po pierwszym sezonie klub został zdegradowany z rozgrywek, jednak w sezonie 1935/1936 wrócił do najwyższej klasy rozgrywkowej, z której został zdegradowany w sezonie 1939/1940. Klub ponownie zaczął w najwyższej klasie rozgrywkowej w sezonie 1942/1943, tym razem w rozgrywkach Gauligi w okręgu Hamburg, w której występował do zakończenia II wojny światowej, a po jej zakończeniu klub wznowił udział w rozgrywkach ligowych w 1947 roku w Oberlidze północnej oraz w tym samym roku zdobył mistrzostwo Hamburga. Zajęcie 2. miejsca w sezonie 1947/1948 zagwarantowało Piratom Ligi udział w rundzie finałowej mistrzostwa Niemiec, w których dotarli do półfinału, w którym 25 lipca 1948 roku na stadionie w Mannheim przegrali po 3:2 dogrywce z późniejszym mistrzem Niemiec – FC Nürnberg. Potem klub nadal dobrze prezentował się w rozgrywkach ligowych, jednak nie był stanie wygrać z największymi lokalnymi rywalami – Hamburgerem SV, a w następnych latach pojawily się następne kluby, z którymi klub toczył zaciętą rywalizację: Werder Brema i VfL Osnabrück.

### Awans do Bundesligi
W 1963 roku została utworzona Bundesliga – nowa liga zawodowa, będąca od tego momentu najwyższą klasą rozgrywkową w RFN, będącą oficjalnymi mistrzostwami Niemiec. Z Oberligi północnej do Bundesligi zostały dołączone trzy najlepsze kluby w sezonie 1962/1963: Hamburger SV, Werder Brema i Eintracht Brunszwik, natomiast FC St. Pauli zajmując 6. miejsce została dołączona do Regionalligi północnej. W tym samym roku zawodnikiem klubu został togijski napastnik – Guy Acolatse, który został pierwszym czarnoskórym zawodowym piłkarzem w RFN. Pomimo triumfów w rozgrywkach ligowych w sezonach 1963/1964, 1965/1966 oraz 1972/1973 klubowi nie udało się awansować do Bundesligi, gdyż klub przegrywał w decydujących meczach rundy barażowej.
Do historycznego awansu doszło dopiero w sezonie 1976/1977 po triumfie w Grupie Północnej w utworzonej w 1974 roku 2. Bundesligi, jednak w sezonie 1977/1978 klub zakończył rozgrywki ligowe na ostatnim – 18. miejscu i tym samym spadł z Bundesligi, jednak po sezonie 1978/1979 mimo 6. miejsca w Grupie Północnej, z powodu problemów finansowych odmówiono klubowi przyznania licencji na występy w sezonie 1979/1980, w związku z czym klub został zdegradowany do Oberligi północnej. Klub mimo triumfów w rozgrywkach w sezonach 1980/1981 oraz 1982/1983 z powodu słabej kondycji finansowej nie przystąpił do rozgrywek 2. Bundesligi, co udało się w sezonie 1983/1984 po zajęciu 2. miejsca w rozgrywkach oraz ustabilizowaniu sytuacji finansowej (zwycięzca rozgrywek – amatorska Werder Brema nie przystąpiła do rozgrywek 2. Bundesligi w sezonie 1984/1985). Jednak klub po zajęciu 17. miejsca w rozgrywkach 2. Bundesligi w sezonie 1984/1985 ponownie spadł do Oberligi północnej, jednak po roku jednym sezonie gry na tym szczeblu rozgrywek, ponownie awansowała do 2. Bundesligi, a w sezonie 1986/1987 po zajęciu 3. miejsca przystąpił do baraży o awans do Bundesligi, w których przegrał rywalizację z FC Homburg (1:3, 2:1). Klub do Bundesligi awansował w sezonie 1987/1988 po zajęciu 2. miejsca w rozgrywkach ligowych.
W sezonie 1988/1989 klub zajął najwyższe miejsce w historii swoich występów w Bundeslidze – 10. miejsce. W sezonie 1989/1990 klub zakończył rozgrywki ligowe na 13. miejscu, a w sezonie 1990/1991 zajął 16. miejsce, w związku z czym przystąpił do baraży o utrzymanie, w których przegrał rywalizację w trzech meczach ze Stuttgarter Kickers (1:1, 1:1, 1:3) i tym samym spadł do 2. Bundesligi. Ponownie do Bundesligi awansował w sezonie 1994/1995. Sezon 1995/1996 zakończył na 15. miejscu, natomiast w sezonie 1996/1997 po zajęciu ostatniego – 18. miejsca, spadł z Bundesligi.

### Od 2000 roku

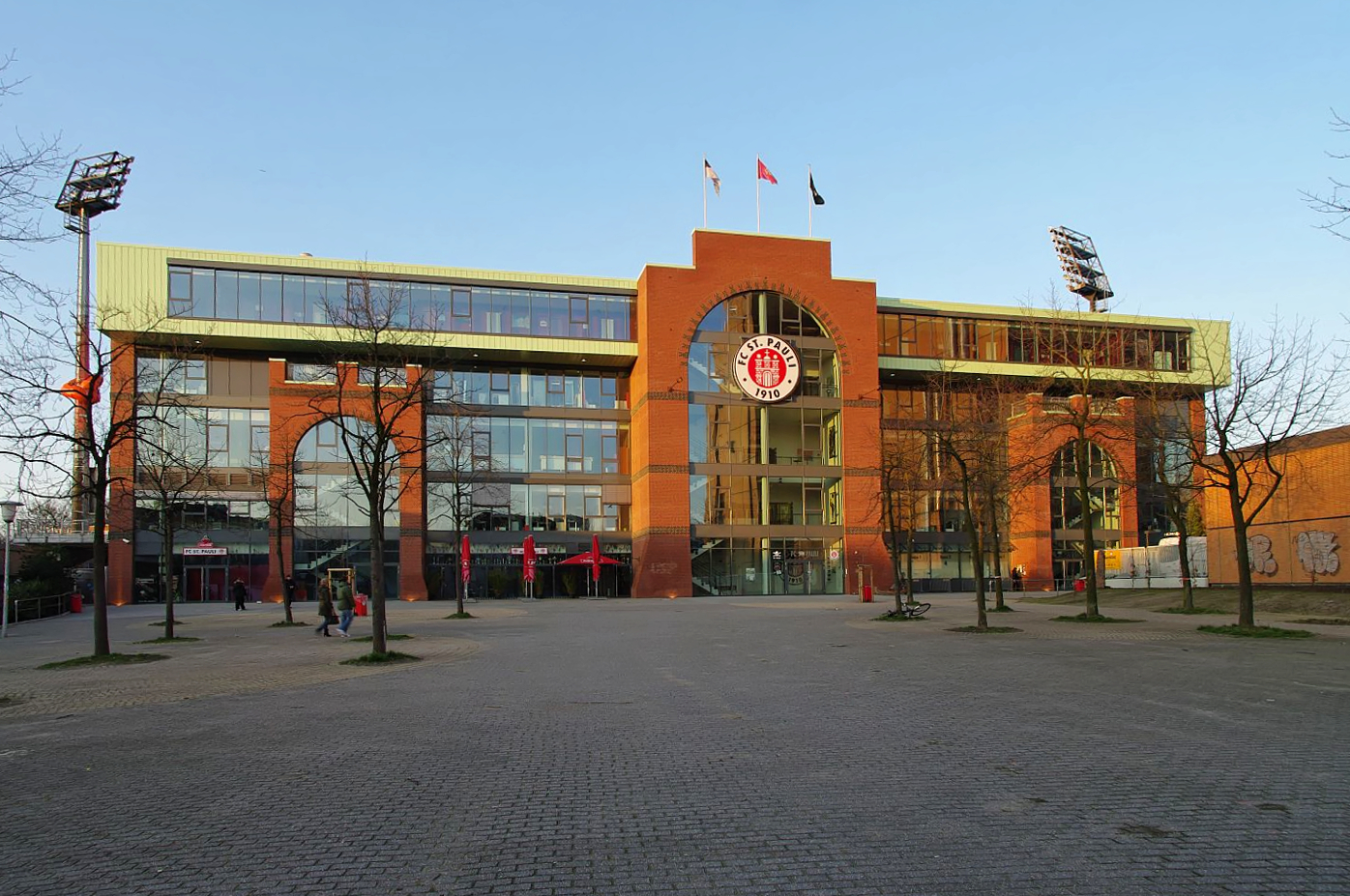
Trybuna południowa Millerntor-Stadion, widok z Budapester Straße (2009)

W sezonie 2000/2001 po zajęciu 3. miejsca w 2. Bundeslidze, klub awansował do Bundesligi. 6 lutego 2002 roku Piraci Ligi sensacyjnie wygrali 2:1 u siebie z obecnym zdobywcą Ligi Mistrzów oraz Pucharu Interkontynentalnego – Bayernem Monachium, w wyniku czego zaczęto produkować koszulki „Weltpokalsiegerbesieger”. Mimo tego klub zakończył rozgrywki ligowe na ostatnim – 18. miejscu i tym samym spadł do 2. Bundesligi, pewnie dlatego, że działacze nie zaufali drużynie która wywalczyła do Bundesligi w sezonie 2000/2001, lecz wydała pieniądze z kontraktów i reklam Bundesligi na drogich, jednak rozczarowujących zawodników. W sezonie 2002/2003 drużyna Piratów Ligi już nie przypominała drużyny z sezonu 2000/2001, w efekcie czego spadła do Regionalligi, zajmując 17. miejsce w tabeli ligowej.
W obliczu ponownego bankructwa i zbliżających się rozgrywek Regionalligi północnej, władze klubu rozpoczęły akcję zbierania funduszy pt. „Retteraktion”. Wydrukowały koszulki z herbem klubowym ze słowami Retter (pol. Ratownik/Zbawca) – sprzedano 140 000 koszulek w ciągu 6 tygodni. Władze klubu zorganizowało mecz benefisowy z Bayernem Monachium w celu zebrania funduszy na ratowanie klubu.
W sezonie 2005/2006 Piraci Ligi sensacyjnie awansowali do półfinału Pucharu Niemiec, wygrywając w drodze do niego z Wackerem Burghausen (3:2 p.d.), z VfL Bochum (4:0), z Herthą Berlin (4:3 p.d.) oraz w ćwierćfinale, rozegranym 25 stycznia 2006 roku u siebie z Werderem Brema (3:1). W półfinale rozegranym 12 kwietnia 2006 roku, Piraci Ligi przegrali u siebie 3:0 z Bayernem Monachium po golu Owena Hargreavesa (15') oraz po dwóch golach Claudio Pizarro (84', 89'). Taki wynik w tych rozgrywkach przyniosło klubowi 1 000 000 euro przychodów ze sponsorów oraz transmisji telewizyjnych, co uratowało klub przed ruiną finansową. Bawarczycy byli również przeciwnikami Piratów Ligi w pierwszej rundzie Pucharu Niemiec 2006/2007, w której 9 września 2006 roku, Piraci Ligi przegrali u siebie 2:1 po dogrywce z Bawarczykami. W sezonie 2006/2007 awansowali do 2. Bundesligi, natomiast w sezonie 2009/2010, a 2 maja 2010 roku po wygranej 4:1 meczu wyjazdowym z Greuther Fürth, na 1 kolejkę przed zakończeniem rozgrywek ligowych, zapewnili sobie awans do Bundesligi, zajmując ostatecznie 2. miejsce w tabeli ligowej.
16 lutego 2011 roku Piraci Ligi po raz pierwszy od 1977 roku wygrali na wyjeździe z lokalnym przeciwnikiem – Hamburgerem SV, 1:0 po golu Geralda Asamoaha w 59. minucie. Mimo tego drużyna zakończyła rozgrywki ligowe w sezonie 2010/2011 na ostatnim – 18. miejscu, w efekcie czego spadła do 2. Bundesligi. Na II szczeblu rozgrywkowym zespół z Hamburga występował do sezonu 2023/2024, po którym powrócił do elity.

## Sukcesy
- 10. miejsce w Bundeslidze: 1989
- Awans do Bundesligi: 1977, 1988, 1995, 2001, 2010, 2024
- Awans do 2. Bundesligi: 1984, 1986, 2007
- Półfinał Pucharu Niemiec: 2006
- Mistrzostwo Hamburga: 1947
- Puchar Hamburga: 1986, 2004, 2005, 2006
- Wicemistrzostwo Niemiec Północnych: 1948 (również brytyjskiej strefy okupacyjnej), 1949, 1950, 1951, 1954

### Rezerwy
- Awans do Regionalligi (3. poziom): 1995, 1999, 2003
- Awans do Regionalligi (4. poziom): 2011
- Puchar Hamburga: 1998, 2001, 2008

## Stroje
Historyczne barwy klubu to brązowo-białe oraz w mniejszym stopniu czerwone.
W XXI wieku powstała koszulka z kolorami LGBT.

### Sponsorzy
| Lata      | Odzież       | Sponsor         |
| 2003–2005 | Stanno       | Mobilcom        |
| 2005–2006 | DYF          | Mobilcom        |
| 2006–2009 | DYF          | Congstar        |
| 2009–2010 | DYF          | Dacia           |
| 2010–2013 | DYF          | Fernsehlotterie |
| 2013–2014 | DYF          | Relentless      |
| 2014–2016 | Hummel       | Congstar        |
| 2016–2021 | Under Armour | Congstar        |
| od 2021   | Di!Y         | Congstar        |

## Sezony (w XXI wieku)
| Sezon     | Liga                | Miejsce w lidze |
| --------- | ------------------- | --------------- |
| 1999/2000 | 2. Bundesliga       | 13.             |
| 2000/2001 | 2. Bundesliga       | 3.              |
| 2001/2002 | Bundesliga          | 18.             |
| 2002/2003 | 2. Bundesliga       | 17.             |
| 2003/2004 | Regionalliga (Nord) | 8.              |
| 2004/2005 | Regionalliga (Nord) | 7.              |
| 2005/2006 | Regionalliga (Nord) | 6.              |
| 2006/2007 | Regionalliga (Nord) | 1.              |
| 2007/2008 | 2. Bundesliga       | 9.              |
| 2008/2009 | 2. Bundesliga       | 8.              |
| 2009/2010 | 2. Bundesliga       | 2.              |
| 2010/2011 | Bundesliga          | 18.             |
| 2011/2012 | 2. Bundesliga       | 4.              |
| 2012/2013 | 2. Bundesliga       | 10.             |
| 2013/2014 | 2. Bundesliga       | 8.              |
| 2014/2015 | 2. Bundesliga       | 15.             |
| 2015/2016 | 2. Bundesliga       | 4.              |
| 2016/2017 | 2. Bundesliga       | 7.              |
| 2017/2018 | 2. Bundesliga       | 12.             |
| 2018/2019 | 2. Bundesliga       | 9.              |
| 2019/2020 | 2. Bundesliga       | 14.             |
| 2020/2021 | 2. Bundesliga       | 10.             |
| 2021/2022 | 2. Bundesliga       | 5.              |
| 2022/2023 | 2. Bundesliga       | 5.              |
| 2023/2024 | 2. Bundesliga       | 1.              |
| 2024/2025 | Bundesliga          | 14.             |

## Kibice

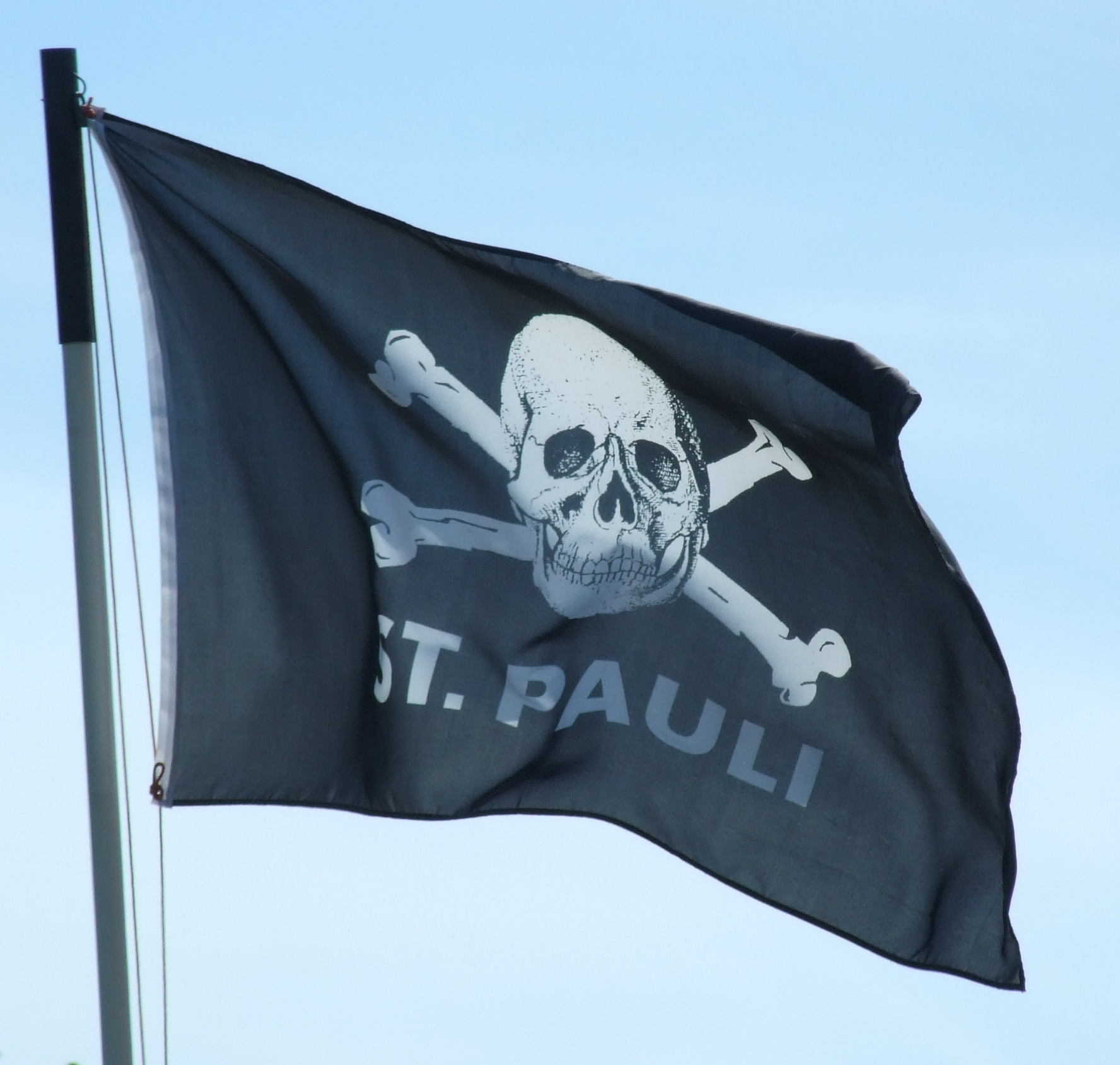
Flaga używana przez fanów klubu.

Klub cieszy się sławą z powodu lewicowych poglądów swoich kibiców, którzy są przeciwko rasizmowi, faszyzmowi, homofobii i seksizmowi, co zostało przyjęte w konstytucji klubu, a także prowadziło do wielu konfliktów z chuliganami-neonazistami podczas meczów wyjazdowych. Postawa ta uwidoczniła się w latach 80. w związku z skrajnymi prawicowymi poglądami kibiców lokalnego rywala FC St. Pauli – Hamburgera SV. Kibice obu drużyn tradycyjnie biorą udział w demonstracjach w dzielnicy St. Pauli, w tym w tych nad skłotowanymi lub niskodochodowymi mieszkaniami, takimi jak Hafenstraße i Bambule. Udział w takich protestach bierze grupa kibiców FC St. Pauli – Fanladen St. Pauli.
Z powodu swoich poglądów, kibice Piratów Ligi mają silne relacje z kibicami klubów z innych europejskich państw, takich jak: greckie AEK Ateny (Original 21), szkockie Celtic Glasgow, izraelskie Hapoel Tel Awiw, hiszpańskie Rayo Vallecano, niemieckie SV Babelsberg, włoskie Ternana Calcio, a w przeszłości przyjaźnili się z kibicami czeskiego Bohemians 1905 oraz białoruskiego Partyzana Mińsk. Grupa pseudokibiców klubu – Ultrá przyjaźni się z grupą pseudokibiców Bayernu Monachium – Schickeria München, której sztandar czasem jest wywieszany na Millerntor-Stadion, natomiast na Allianz Arena w Monachium – flaga pseudokibiców FC St. Pauli – Ultrá z wizerunkiem Che Guevary. Obie grupy kibiców są członkami Alerty Network – międzynarodowej antyfaszystowskiej sieci grup kibiców.
Klub szczyci się także posiadaniem największej liczby fanek w niemieckiej piłce nożnej. W 2002 roku reklamy męskiego czasopisma Maxim zostały usunięte z Millerntor-Stadion w odpowiedzi na protesty fanów dotyczące seksistowskiego traktowania kobiet w reklamach. W 2011 roku klub po skargach fanów, zabronił tancerkom występów na kolanach podczas meczu w apartamencie firmowym, który należał do lokalnego klubu tańca erotycznego Susies Show Bar.
Klub jest także symbolem punka oraz pokrewnych subkultur. Logo klubu z czaszką ze skrzyżowanymi piszczelami oraz brązowo-białe koszulki piłkarskie klubu były noszone przez międzynarodowych artystów, takich jak m.in.: Asian Dub Foundation, Panteón Rococó i The Gaslight Anthem. Muzyk z zespołu KMFDM – pochodzący z Hamburga Sascha Konietzko jest jednym z najpopularniejszych kibiców klubu, który kiedyś na stronie głównej zespołu umieścił ogromne zdjęcie przedstawiające pięść rozbijającą swastykę, z podpisem „St. Pauli Fans gegen Rechts!” („Fani St. Pauli przeciwko prawicy”). Amerykański zespół – punkowy Anti-Flag w koszulkach klubu nagrał kilka teledysków do albumu pt. American Fall. Innym kibicem oraz sponsorem klubu jest Andrew Eldritch – wokalista zespołu The Sisters of Mercy, który podczas trasy koncertowej pn. „Sisters Bite The Silver Bullet” w 2006 roku, miał na sobie słynną koszulkę z czaszką ze skrzyżowanymi piszczelami, w której na kilku festiwalach występoił basista islandzkiego zespołu postrockowego Sigur Rós – Georg Hólm. Alex Rosamilia – gitarzysta The Gaslight Anthem, często nosi czapkę i bluzę z kapturem klubu oraz wyświetla flagę z logo klubu przed głośnikami swojego wzmacniacza gitarowego. Były gitarzysta zespołu Editors – Chris Urbanowicz często nosi koszulkę z czaszką i piszczelami. Dave Doughman – wokalista zespołu Swearing at Motorists z Dayton ze stanu Ohio, został zauważony na koncercie z czaszką i piszczelami na swojej gitarze i wzmacniaczu gitarowym, przeniósł się do dzielnicy Hamburga – St. Pauli w 2010 roku. W 2000 roku zespół punkrockowy – Bad Religion zagrał mecz charytatywny z trzecią drużyną klubu. Pozostali muzycy, będącymi kibicami klubu to: Bela B. – wokalista, perkusista, autor tekstów zespołu rockowego Die Ärzte, zespół hip-hopowy Fettes Brot, zespoły indie rocka: Kettcar, Tomte oraz wiele innych zespołów, w tym podziemnych.

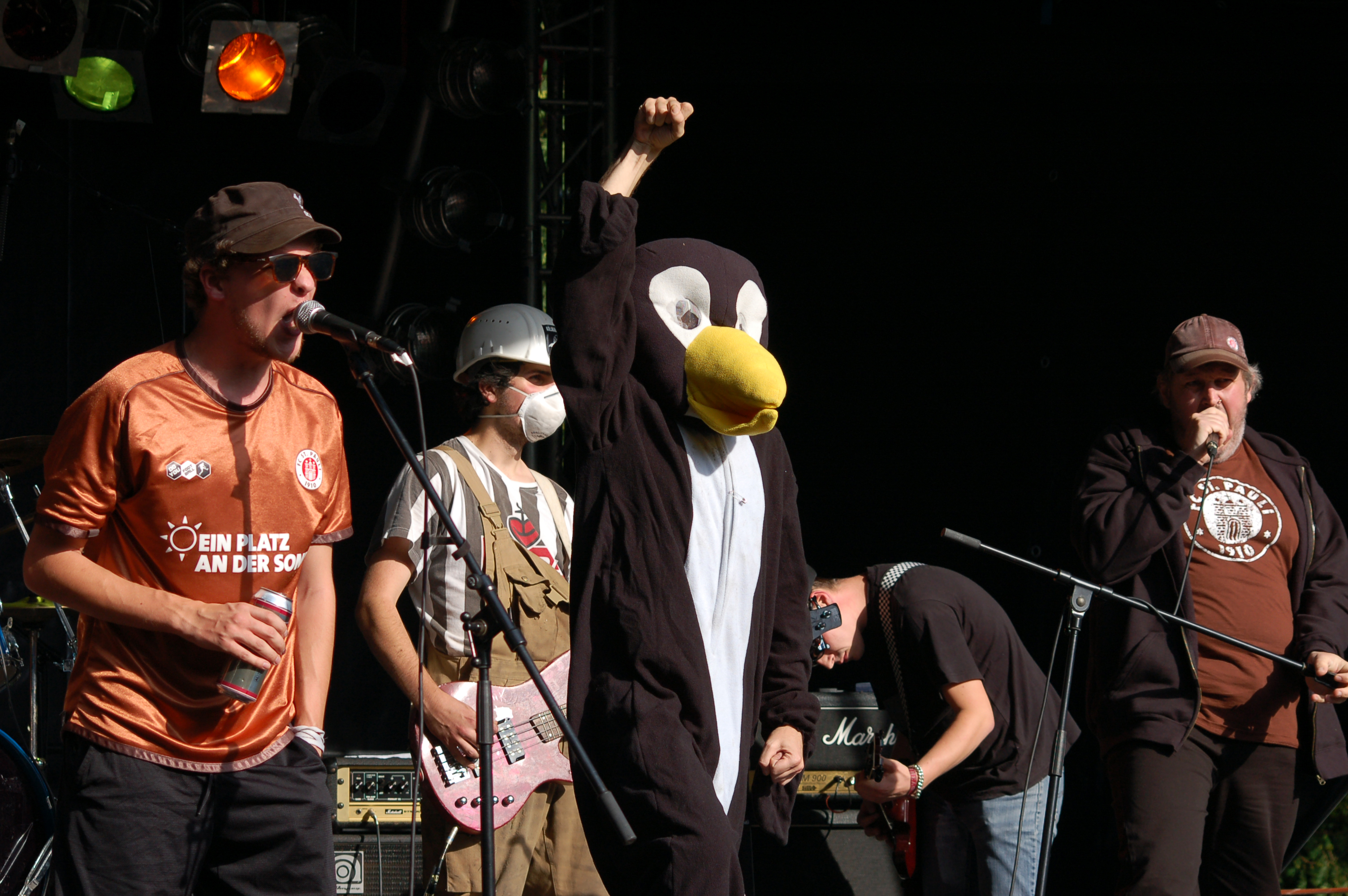
Zespół ska punkowy – Kollmarlibre, zagorzały kibic klubu

Kilka zespołów stworzyło również muzykę bezpośrednio związaną z klubem: norweski zespół punkrockowy – Turbonegro nagrał specjalną wersję swojej piosenki pt. „I Got Erection” z przerobionymi niemieckimi tekstami dla FC St. Pauli. W 2009 roku włoski zespół ska-folkowo-folkowy Talco z Marghery z Wenecji napisał piosenkę pt. "St Pauli". Od tego momentu zespół wykorzystał piosenkę jako hymn klubu oraz wiele koncertów na Millerntor-Stadion. Pochodzący z Glasgow zespół The Wakes, który również występował na Millerntor-Stadion, skomponował piosenkę pt. „The Pirates of the League”, do której napisał także piosenkę. Brytyjski zespół – Art Brut nagrał piosenkę pt. „St Pauli”, która ukazała się w ich albumie It's a Bit Complicated. W 2010 roku, z okazji 100-lecia istnienia klubu, fanklub 18auf12 nagrał piosenkę pt. "Happy Birthday St.Pauli, One Hundred Beers for You", ze słowami Henninga Knorra oraz muzyką Christopha Brüxa.
W 2014 roku kanadyjski zespół punkrockowy – The Pagans of Northumberland nagrał piosenkę pt. „St Pauli” na swoim 7-calowym kawałku, opisującą miłość do klubu i jego kibiców na świecie.
W styczniu 2017 roku FC St. Pauli ogłosił szeroką współpracę z irlandzko-amerykańskim zespołem celtycko-punkowym – Dropkick Murphys, obejmującą ściśle limitowaną, 7-calową płytę z piosenką pt. „You'll Never Walk Alone”, nagraną przez zespół oraz gadżety klubowe zatytułowane tą piosenką, dotyczące zarówno klubu, jak i zespołu.
Podczas domowych meczów klubu w 2. Bundeslidze, średnia frekwencja była największą w całych rozgrywkach ligowych. W sezonie 2011/2012 Piraci Ligi była jedyną drużyną w 2. Bundeslidze, której średnia frekwencja była bliska 100%. W 2006 roku klub miał więcej posiadaczy karnetów na sezon 2006/2007 od wielu klubów Bundesligi. Według badań, klub ma ok. 11 000 000 kibiców w całych Niemczech, co czyni go jednym z najbardziej rozpoznawalnych klubów piłkarskich. W 2011 roku liczba oficjalnych fanklubów przekroczyła 500 (wzrost o 300 w ciągu 3 lat).
W styczniu 2020 roku słynna flaga klubu z czaszką ze skrzyżowanymi piszczelami została wymieniona przez brytyjską policję antyterrorystyczną w przewodniku wysłanym do pracowników sektora publicznego, w celu zauważenia potencjalnego ekstremizmu, wywołując reakcję obrońcy klubu – Jamesa Lawrence'a.

### Zjawisko „Kultu”
W połowie lat 80. rozpoczęło się w klubie zjawisko „Kultu”. Klub zmienił położenie stadionu w portowej dzielnicy miasta, w pobliżu słynnej ulicy w mieście – Reeperbahn, centrum nocnego życia oraz dzielnicy czerwonych latarni. Wktótce wyłoniła się alternatywna scena kibiców, zbudowana wokół lewicowej polityki, aktywizmu społecznego oraz imprezowej atmosfery meczów. Zwolennicy stworzyli flagę z czaszką ze skrzyżowanymi piszczelami w czarnym tle (z Hamburga pochodził słynny pirat – Klaus Störtebeker). Symbol ten był używany w latach 80. na Hafenstraße. Jednak tym, któremu należy przypisać ten symbol na tarasy, jest prawdopodobnie Doc Mabuse – wokalista hamburskiego zespołu punkowego. Według legendy, najpierw chwycił flagę ze straganu, przechodząc pod wpływem alhoholu przez Hamburger Dom do Millerntor-Stadion.
FC St. Pauli zostało pierwszym klubem piłkarskim w Niemczech, który oficjalnie zabronił prawicowych nacjonalistycznych działań i pokazów na swoim stadionie w epoce, kiedy chuligańska część kibiców, inspirowana poglądami faszystowskimi, zagrażała rozwojowi tej dyscypliny sportu w całej Europie. W 1981 roku na mecze klubu przychodziło średnio zaledwie 1600 widzów, jednak pod koniec lat 90. średnia frekwencja na meczach klubu wynosiła 20 000 widzów.
Na początku lat 90. niemieckie media zaczęły rozpoznawać kultowy wizerunek klubu, skupiając się podczas transmisji telewizyjnych meczów klubu na punkowej części kibiców. W tym czasie media zaczęły również tworzyć pseudonimy, takie jak m.in.: „Freibeuter der Liga” („Bukanierzy Ligi”), a także satyryczne „das Freudenhaus der Liga” („Dom Radości Ligi”).

## Podstawowe zasady
FC St. Pauli zostało pierwszym niemieckim klubem, który wprowadził tzw. Podstawowe Zasady (Leitlinien) w celu odpowiedniego zarządzania klubem. Zostały one uchwalone podczas kongresu klubu w 2009 roku i dotyczą tylko sekcji piłki nożnej.
Pierwsze 5 zasad:
- „W całości, składającej się z członków, personelu, kibiców i honorowych oficerów, FC St. Pauli jest częścią społeczeństwa, które ją otacza, a zatem jest bezpośrednio i pośrednio dotknięte zmianami społecznymi na poziomie politycznym, kulturowym i społecznym. kule."
- „FC St. Pauli jest świadomy odpowiedzialności społecznej, która z tego wynika, i reprezentuje interesy swoich członków, personelu, kibiców i honorowych funkcjonariuszy w sprawach nie ograniczających się tylko do sfery sportu.”
- „FC St. Pauli jest klubem konkretnej dzielnicy miasta i temu zawdzięcza swoją tożsamość. To nakłada na niego odpowiedzialność społeczną i polityczną w stosunku do dzielnicy i ludzi tam mieszkających.”
- „FC St. Pauli ma na celu przekazanie pewnego poczucia życia i symbolizuje sportową autentyczność. Dzięki temu ludzie mogą identyfikować się z klubem niezależnie od wszelkich sukcesów sportowych, jakie może osiągnąć. Podstawowe cechy klubu, które sprzyjają temu poczuciu identyfikacja ma być szanowana, promowana i zachowywana.”
- „Tolerancja i szacunek we wzajemnych stosunkach międzyludzkich są ważnymi filarami filozofii St. Pauli.”

## Stadion

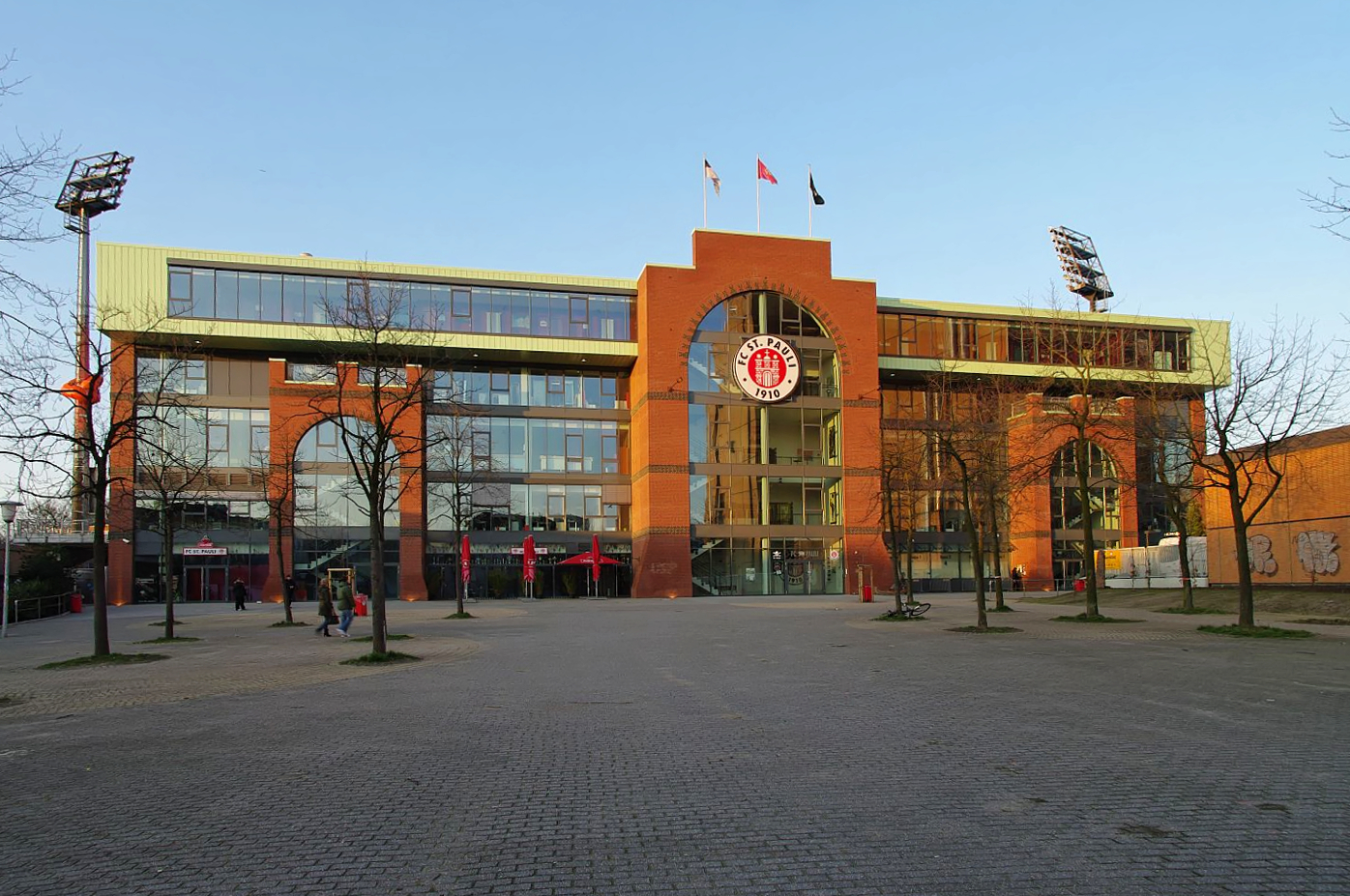
Trybuna południowa Millerntor-Stadion, widok z Budapester Straße (2009).

FC St. Pauli domowe mecze rozgrywa na Millerntor-Stadion, którego budowę rozpoczęto już w 1961 roku, jednak jego ukończenie zostało opóźnione do 1963 roku, gdyż nie było systemu odwadniającego, co uniemożliwiało grę po deszczu. Pierwotnie plan zakładał 32 000 miejsc, jednak ze względów bezpieczeństwa pojemność została zmniejszona.
W 1970 roku obiekt zmienił nazwę na Wilhelm-Koch-Stadion na cześć Wilhelma Kocha – byłego prezesa klubu. Jednak nazwa stadionu stała się bardzo kontrowersyjna, po odkryciu przynależności Wilhelma Kocha do NSDAP w czasie II wojny światowej, tym samym w 1999 roku po protestach kibiców klubu, powrócono do poprzedniej nazwy: Millerntor-Stadion.
W 2006 roku rozpoczęto całkowitą przebudowę stadionu, w której ostatnia faza zakończyła się wraz z ukończeniem trybuny północnej w lipcu 2015 roku. Od tego momentu obiekt może pomieścić 29 546 widzów (16 940 stojących, 12 606 siedzących). Znajduje się on niedaleko dzielnicy Hamburga – Heiligengeistfeld, gdzie na północy znajduje się Flakturm IV, a od południa budynek Deutsche Telekom. Na obiekt można łatwo dojechać metrem linii U3 w Hamburgu (stacje St. Pauli i Feldstraße).

## Zawodnicy

### Obecny skład
Stan na 6 czerwca 2024 r.
| Nr | Poz. | Piłkarz                  |
| -- | ---- | ------------------------ |
| 2  | OB   | Manolis Saliakas         |
| 3  | OB   | Karol Mets               |
| 4  | OB   | David Nemeth             |
| 5  | OB   | Hauke Wahl               |
| 6  | NA   | Simon Zoller             |
| 7  | PO   | Jackson Irvine (Kapitan) |
| 8  | PO   | Eric Smith               |
| 9  | NA   | Maurides                 |
| 11 | NA   | Johannes Eggestein       |
| 14 | NA   | Etienne Amenyido         |
| 15 | NA   | Danel Sinani             |
| 16 | PO   | Carlo Boukhalfa          |
| 17 | PO   | Simon Makienok           |
| 18 | NA   | Scott Banks              |

| Nr | Poz. | Piłkarz                                        |
| -- | ---- | ---------------------------------------------- |
| 19 | NA   | Andreas Albers                                 |
| 20 | PO   | Erik Ahlstrand                                 |
| 21 | OB   | Lars Ritzka                                    |
| 22 | BR   | Nikola Vasilj                                  |
| 23 | OB   | Philipp Treu                                   |
| 24 | PO   | Connor Metcalfe                                |
| 25 | OB   | Adam Dźwigała                                  |
| 26 | NA   | Elias Saad                                     |
| 28 | BR   | Sören Ahlers                                   |
| 29 | OB   | Luca Günther                                   |
| 30 | BR   | Sascha Burchert                                |
| 36 | NA   | Aljoscha Kemlein (Wypożyczony z Unionu Berlin) |
|    | PO   | Robert Wagner (Wypożyczony z Freiburga)        |
|    | BR   | Ben Voll                                       |

### Znani piłkarze

#### Reprezentanci kraju
- Moudachirou Amadou
- Waldemar Sobota
- Gerald Asamoah
- Zlatan Bajramović
- Deniz Barış
- Jonathan Beaulieu-Bourgault
- Alfred Beck
- Morten Berre
- Mourad Bounoua
- Paul Caligiuri
- Armando Cooper
- Cory Gibbs
- Marc Gouiffe à Goufan
- Joe Gyau
- Heino Hansen
- Ari Hjelm
- Junior Hoilett
- Uğur İnceman
- Henry Isaac
- Ivan Klasnić
- Ivo Knoflíček
- Ján Kocian
- Max Kruse
- James Lawrence
- Alireza Mansourian
- Michael Mason
- Frantz Mathieu
- Artur Maxhuni
- Michél Mazingu-Dinzey
- Karl Miller
- Kazuo Ozaki
- Tore Pedersen
- Miguel Francisco Pereira
- Fafà Picault
- Nikolai Pisarev
- Andriy Polunin
- Ingo Porges
- Christian Rahn
- Yuri Savichev
- Helmut Schön
- Feiz Shamsin
- Rocky Siberie
- Ive Sulentic
- Charles Takyi
- Jean-Clotaire Tsoumou-Madza
- Niels Tune-Hansen
- Yang Chen
- Carlos Zambrano
- Hysen Zmijani

#### Drużyna wszech czasów
W 2010 roku, z okazji 100-lecia istnienia klubu, kibice głosowali najlepszą drużynę tego okresu:
- Klaus Thomforde
- André Trulsen
- Walter Frosch
- Karl Miller
- Dirk Dammann
- Michél Mazingu-Dinzey
- Thomas Meggle
- Jürgen Gronau
- Harald Stender
- Peter Osterhoff
- Franz Gerber

### Rekordy

#### Najwięcej meczów
BL = Bundesliga, 2.BL = 2. Bundesliga, OLN = Oberliga północna (1947–1963), RLN = Regionalliga północna (1963–1974)
IL = Inne ligi: Oberliga północna (1974–1994), Regionalliga północna (od 1994)
Puchar = Puchar Niemiec, IR = Inne rozgrywki: Mistrzostwa Niemiec (1947–1951), Baraże, Puchar Hamburga
| Lp. | Zawodnik        | Pierwszy mecz | Ostatni mecz | BL  | 2.BL | OLN | RLN | IL  | Puchar | IR | Razem |
| --- | --------------- | ------------- | ------------ | --- | ---- | --- | --- | --- | ------ | -- | ----- |
| 1.  | Jürgen Gronau   | 1981          | 1997         | 117 | 202  | –   | –   | 112 | 21     | 24 | 476   |
| 2.  | André Trulsen   | 1986          | 2005         | 177 | 206  | –   | –   | 1   | 20     | 5  | 409   |
| 3.  | Klaus Thomforde | 1983          | 1998         | 100 | 217  | –   | –   | 42  | 17     | 13 | 389   |
| 4.  | Harald Stender  | 1947          | 1960         | –   | –    | 336 | –   | –   | 5      | 15 | 356   |
| 5.  | Ingo Porges     | 1956          | 1968         | –   | –    | 166 | 147 | –   | 3      | 12 | 328   |
| 6.  | Peter Osterhoff | 1958          | 1970         | –   | –    | 138 | 170 | –   | 3      | 9  | 320   |
| 7.  | Werner Pokropp  | 1960          | 1970         | –   | –    | 78  | 223 | –   | 3      | 11 | 315   |
| 8.  | André Golke     | 1983          | 1991         | 98  | 107  | –   | –   | 62  | 10     | 16 | 293   |
| 9.  | Fabian Boll     | 2003          | 2014         | 28  | 141  | –   | –   | 103 | 19     | 1  | 292   |
| 10. | Michael Dahms   | 1982          | 1991         | 65  | 97   | –   | –   | 97  | 8      | 22 | 289   |

#### Najwięcej występów Bundeslidze i 2. Bundeslidze
Stan po sezonie 2020/2021.
| Lp. | Zawodnik            | Lata                 | Bundesliga | 2. Bundesliga | Razem |
| --- | ------------------- | -------------------- | ---------- | ------------- | ----- |
| 1.  | André Trulsen       | 1986–1991, 1994–2002 | 177        | 206           | 383   |
| 2.  | Jürgen Gronau       | 1984–1997            | 117        | 202           | 319   |
| 3.  | Klaus Thomforde     | 1984–2000            | 100        | 217           | 317   |
| 4.  | Dirk Dammann        | 1990–1999            | 81         | 179           | 260   |
| 5.  | Holger Stanislawski | 1993–2003            | 80         | 178           | 258   |
| 6.  | Dietmar Demuth      | 1974–1979, 1984–1988 | 34         | 192           | 226   |
| 7.  | André Golke         | 1984–1991            | 98         | 107           | 205   |
| 8.  | Daniel Buballa      | 2014–2021            | –          | 191           | 191   |
| 9.  | Stephan Hanke       | 1994–2000            | 61         | 119           | 180   |
| 10. | Robin Himmelmann    | 2013–2020            | –          | 179           | 179   |

#### Najwięcej goli w Bundeslidze i 2. Bundeslidze
Numery w nawiasach oznaczają liczbę występów w rozgrywkach.
| Lp. | Zawodnik       | Lata                 | Bundesliga | 2. Bundesliga | Razem    | Średnia |
| --- | -------------- | -------------------- | ---------- | ------------- | -------- | ------- |
| 1.  | Rüdiger Wenzel | 1974–1975, 1984–1990 | 04 (27)    | 59 (137)      | 63 (164) | 0.38    |
| 2.  | Franz Gerber   | 1976–1978, 1986–1988 | 16 (32)    | 42 0(73)      | 58 (105) | 0.55    |
| 3.  | Dirk Zander    | 1986–1991            | 20 (80)    | 31 0(90)      | 51 (170) | 0.30    |
| 4.  | André Golke    | 1984–1991            | 25 (98)    | 24 (107)      | 49 (205) | 0.24    |
| 5.  | Marius Ebbers  | 2008–2013            | 03 (31)    | 43 (107)      | 46 (138) | 0.33    |
| 6.  | Marcus Marin   | 1994, 1997–2000      | –          | 40 (102)      | 40 (102) | 0.39    |
| 7.  | Martin Driller | 1991–1997            | 10 (49)    | 29 (103)      | 39 (152) | 0.26    |
| 8.  | Horst Neumann  | 1974–1979            | 03 (25)    | 33 (132)      | 36 (157) | 0.23    |
| 9.  | Jens Scharping | 1993–1998            | 12 (46)    | 20 0(55)      | 32 (101) | 0.32    |
| 10. | Rolf Höfert    | 1974–1979            | 03 (23)    | 28 (118)      | 31 (141) | 0.22    |

## Sztab szkoleniowy
| Funkcja               | Trener                    |
| --------------------- | ------------------------- |
| Trener                | Timo Schultz              |
| Asystenci trenera     | Loïc Favé Fabian Hurzeler |
| Trener bramkarzy      | Mathias Hain              |
| Trener fitness        | Pedro Gonzalez            |
| Trener drużyny rezerw | Joachim Philipkowski      |

## Trenerzy
- 1948:  Hans Sauerwein
- 1948:  Woldemar Gerschler
- 1948–1950:  Fred Harthaus
- 1950–1952:  Walter Risse
- 1952:  Hans Appel
- 1952–1963:  Heinz Hempel
- 1963–1964:  Otto Westphal
- 1964–1965:  Otto Coors
- 1965–1967:  Kurt Krause
- 1967–1968:  Heinz Hempel
- 1968–1971:  Erwin Türk
- 1971–1972:  Edgar Preuß
- 1971–1974:  Karl-Heinz Mülhausen
- 1974–1976:  Kurt Krause
- 1976–1978:  Diethelm Ferner
- 1978–1979:  Sepp Piontek
- 1979:  Werner Pokropp
- 1979–1982:  Kuno Böge
- 1982–1986:  Michael Lorkowski
- 1986–1987:  Willi Reimann
- 1987–1991:  Helmut Schulte
- 1991–1992:  Horst Wohlers
- 1992–1993:  Michael Lorkowski
- 1993–1994:  Josef Eichkorn
- 1994–1997:  Uli Maslo
- 1997:  Klaus-Peter Nemet
- 1997:  Eckhard Krautzun
- 1997-1999:  Gerhard Kleppinger
- 1999:  Dietmar Demuth
- 1999-2000:  Willi Reimann
- 2000-2002:  Dietmar Demuth
- 2002:  Joachim Philipkowski
- 2002-2004:  Franz Gerber
- 2004-2006:  Andreas Bergmann
- 2006-2007:  Holger Stanislawski
- 2007-2008:  André Trulsen
- 2008-2011:  Holger Stanislawski
- 2011-2012:  André Schubert
- 2012-2014:  Michael Frontzeck
- 2014:  Thomas Meggle
- 2014-2017:  Ewald Lienen
- 2017:  Olaf Janßen
- 2017-2019:  Markus Kauczinski
- 2019-2020:  Jos Luhukay
- od 2020:  Timo Schultz

## Inne sekcje
Sekcja rugby klubu ma kilka drużyn w rozgrywkach męskich i żeńskich.
Męska drużyna tylko raz zdobyła wicemistrzostwo Niemiec (1964). Natomiast w latach 2008–2009 dwukrotnie kończyła rozgrywki 2. Bundesligi na 4. miejscu.
Natomiast żeńska drużyna siedmiokrotnie zdobyła mistrzostwo Niemiec w rugby union (1995, 2000–2001, 2003, 2005–2008) oraz trzykrotne mistrzostwo Niemiec w rugby 7 (2000–2002). Kilka zawodniczek grało w żeńskiej reprezentacji Niemiec.
Klub ma także drużynę piłkarską niewidomych, która występuje w Blindenfussball Bundesliga.
W klubie od 1947 roku funkcjonuje także sekcja szachów.

## Znani prezydenci
- 1990–2000:  Heinz Weisener
- 2002–2010:  Corny Littmann

## Pozostałe informacje
- Mecze na Millerntor-Stadion rozpoczynają się od piosenki pt. "Hells Bells" zespołu AC/DC, a po każdym golu klubu puszczana jest piosenka pt. "Song 2" grupy Blur[23].
- W latach 2002–2010 prezesem klubu był Corny Littmann, także szef Schmidt Theater w centralnej ulicy St. Pauli – Reeperbahn, wykonał coming out[39].
- Klub kilkakrotnie przez rozpoczęciem sezonu występował na festiwalu heavymetalowym – Wacken Open Air.
- Klub w 2006 roku był gospodarzem FIFI Wild Cup – turnieju reprezentacji niezrzeszonych z FIFA, na których klub wystąpił jako Republika St. Pauli. W rozgrywkach triumfowała reprezentacja Cypru Północnego.
- W 2008 roku firma Nike wyprodukowała w limitowanych ilościach buty Dunk. High Dunk (czarna kolorystyka, symbol czaszki z skrzyżowanymi piszczelami) został wydany we wszystkich europejskich państwach, w zaledwie 500 egzemplarzach. Low Dunk (gładka biała kolorystyka z logo klubu impregnowanym w skórzanym panelu bocznym) został wydany tylko w Niemczech, Austrii i w Szwajcarii, w zaledwie 150 egzemplarzach.
- Na 100-lecie klubu stworzono piosenkę pt. "One Hundred Beers", do której muzykę skomponował Christoph Brüx.
- Klub oprócz sportowych sekcji ma także liczącej 12 000 członków Sekcję Wspierających Członków, zajmującą się aktywnością społeczno-polityczną fanów klubu[2].
- Na przebudowę stadionu, klub w 2011 roku klub otrzymał od swoich kibiców 8 000 000 euro pożyczki[2].